# Новочеркасский (Орловская область)
Новочеркасский — посёлок в Кромском районе Орловской области России. 
Входит в Стрелецкое сельское поселение в рамках организации местного самоуправления и в Стрелецкий сельсовет в рамках административно-территориального устройства.

## География
Расположен при реке Крома, в 3 км к северо-востоку от райцентра, посёлка городского типа Кромы, в 34 км к юго-западу от центра города Орёл.

## Население
| 2002 | 2010 |
| ---- | ---- |
| 240  | ↘237 |

Согласно результатам переписи 2002 года, в национальной структуре населения русские составляли 99 % от жителей.